# جوزيبي ماريا رينا
جوزيبي ماريا رينا هو سياسي إيطالي، ولد في 23 أكتوبر 1954 في قطانية في إيطاليا. نشط حزبياً في الحزب الديمقراطي المسيحي الإيطالي. وقد انتخب عضو مجلس النواب في الجمهورية الإيطالية ‏.